# Léon Bourgeois
Léon Victor Auguste Bourgeois (Paris, 21 de maio de 1851 — Épernay, 29 de setembro de 1925) foi agraciado com o Nobel da Paz em 1920, presidente do Conselho da Liga das Nações. Ocupou o cargo de primeiro-ministro da França, entre 1 de Novembro de 1895 a 29 de Abril de 1896.
Um social-republicano, Bourgeois procurou um meio termo entre socialismo e capitalismo que ele chamou de "solidarismo". Ele acreditava que os ricos tinham uma dívida social para os pobres, devendo pagar um imposto de renda progressivo, proporcionando assim ao Estado as receitas necessárias para financiar medidas sociais para aqueles que vivem na pobreza. No entanto, o Senado se opôs a sua proposta, e a oposição cresceu até sua renúncia como primeiro-ministro.
Defendia políticas públicas de seguridade social, busca da igualdade econômica entre as pessoas mediante oportunidades educacionais ampliadas e a solidariedade corporativa.

## Biografia
Aos 21 anos, formou-se em Direito com uma tese sobre “documentos públicos”.
No dia 05 de abril de 1876, defendeu sua tese de doutorado sobre ferrovias de bitola estreita.
No dia 18 de abril de 1876, se casou com Virginie Marguerite Sellier, oriunda de uma família mais abastada do que a dele. Desse casamento nasceriam seus dois filhos: Georges, nascido em 1877, e Hélène, nascida em 1879.
Em 1876, assumiu a função de chefe adjunto do contencioso do Ministério das Obras Públicas, mas é demitido após a posse de Albert de Broglie como Presidente do Conselho de Ministros da França, em maio de 1877.
No dia 17 de novembro de 1880, foi nomeado subprefeito de Reims, tendo antes disso, ocupado um cargo na prefeitura de Châlons-en-Champagne.
Durante o verão de 1882, ingressa uma uma loja maçônica vinculada ao Grande Oriente de França.
No dia 08 de novembro de 1882, foi nomeado para exercer o cargo de prefeito do Departamento de Tarn.
Nesse período, enfrenta grande oposição do clero católico devido à adoção do livro "Éléments d’éducation civique et morale" de Gabriel Compayré, que defendia a adoção do casamento civil. Nesse contexto, diversas crianças católicas deixam de frequentar a escola pública.
Em fevereiro de 1883, atuou como mediador, durante uma greve de mineiros em Carmaux, fato que levou à sua condecoração como cavaleiro da Legião de Honra.
No dia 22 de outubro de 1883, assumiu o cargo de secretário-geral do Departamento do Sena.
Entre 7 de dezembro de 1885 e novembro de 1886, foi prefeito do Departamento de Alto Garona.
Depois, foi designado como Diretor de Pessoal e Secretariado do Ministério do Interior em Paris e, menos de um mês depois, assumiu o cargo de diretor de assuntos departamentais.
Em Janeiro de 1887, passou a ser assessor do Presidente do Conselho de Ministros, para fins de orçamento.
No dia 26 de fevereiro de 1888, foi eleito pela primeira vez como deputado pelo Departamento do Marne, depois seria reeleito em setembro de 1889, em 1893, em 1898 e em 1902. Como parlamentar integrou o grupo da "Esquerda Radical".
Entre 19 de maio de 1888 e 15 de fevereiro de 1889, foi Subsecretário de Estado, durante o governo de Charles Floquet.
Entre 1º e 17 de março de 1890, assumiu o cargo de Ministro do Interior.
Entre 18 de março de 1890 e 20 de fevereiro de 1892, foi Ministro da Instrução Pública e das Belas Artes, no gabinete de Charles de Freycinet.
Entre 27 de fevereiro e 28 de novembro de 1892, foi Ministro da Instrução Pública, no gabinete de Émile Loubet.
Entre 06 de dezembro de 1892 e 31 de março de 1893, foi Ministro da Justiça, nos dois primeiros gabinetes de Alexandre Ribot.
Entre 1º de novembro de 1895 e 23 de abril 1896, assumiu o cargo de Presidente do Conselho de Ministros. Nessa época, suas iniciativas para estabelecer um imposto de renda e um sistema de aposentadoria foram rejeitadas (ver Gabinete Bourgeois).
Entre 28 de junho e 26 de outubro de 1898, foi Ministro da Instrução Pública, no gabinete de Henri Brisson.
Entre 10 junho de 1902 e 12 janeiro de 1904, foi Presidente da Câmara dos Deputados.
No dia 8 de julho de 1905, foi escolhido como integrante da comissão executiva do Partido Republicano, Radical e Radical-Socialista.
Em 1905, foi eleito como senador, pelo Departamento do Marne.
Entre 14 de março e 20 de outubro de 1906, foi Ministro das Relações Exteriores, no gabinete de Ferdinand Sarrien.
Entre 14 de janeiro de 1912 e 21 de janeiro de 1913, foi Ministro do Trabalho e da Previdência Social, no gabinete de Raymond Poincaré.
Entre 20 de março de 1917 e 7 de setembro de 1917, foi Ministro do Trabalho e da Previdência Social, no gabinete de Alexandre Ribot.
Entre 14 janeiro de 1920 e 22 fevereiro de 1923, foi Presidente do Senado.
Em 1919, foi o primeiro presidente da Assembleia Geral da Liga das Nações, onde se pronunciou a favor do Princípio de Igualdade de Raças.
Em 1920, ganhou o Prêmio Nobel da Paz.

## Solidarismo
É considerado o inspirador e teórico do solidarismo, que pretendia ser uma síntese entre o liberalismo e o socialismo. Sua doutrina se opunha tanto ao “laissez faire” defendido pelos liberais e quanto ao coletivismo dos socialistas.
Em seu livro "Solidariedade", publicado pela primeira vez em 1896, ele apresenta a solidariedade como princípio central de sua doutrina; solidariedade entre as pessoas e entre as gerações. Para ele, “o indivíduo isolado não existe”. Os homens são interdependentes e todos têm uma dívida para com a sociedade, que lhes permitiu florescer. Mas como não têm as mesmas vantagens, essa dívida não pode ser igual para todos. Para os solidaristas, um "quase-contrato" seria contraído pelos homens desde o nascimento, do qual eles herdariam direitos e deveres, que evoluiriam gradativamente. Este contrato incluiria um reconhecimento de uma dívida para com a sociedade, que os educou e também para com as gerações futuras, às quais têm o direito ao progresso humano. O homem não seria realmente livre até que pague sua dívida.
A filosofia da solidariedade pretendia promover a construção de uma República da mão estendida em oposição à política do punho fechado; e da mutualidade, que seria a "regra suprema da vida comum" em oposição à caridade reduzida à "piedade ativa". Desse modo, o solidarismo era favorável ao mutualismo e à seguridade social, que o Estado deveria promover.
Nesse contexto, defendeu a instituição de um forte imposto sobre as heranças, o imposto de renda e a constituição de um sistema de aposentadoria para os trabalhadores.

## Obras
- Solidarité, Paris, A. Colin, 1896;
- Les applications de la solidarité sociale, (Paris, 1902)
- Pour la Société des nations;
- La politique de la prévoyance sociale: L'action, Paris, E. Fasquelle, 1919;
- Le traité de paix de Versailles, Paris, F. Alcan, 1919, 2e éd.

## Obras sobre Léon Bourgeois
- Denis Demko, "Léon Bourgeois: Philosophe de la solidarité", Paris, Éditions Maçonniques de France, 11 de fevereiro de 2002, 159 p.;
- Marc Sorlot (préf. Bruno Bourg-Broc), "Léon Bourgeois: Un moraliste en politique", Paris, Bruno Leprince, março de 2005, 358 p.;
- Serge Audier, "Léon Bourgeois: Fonder la solidarité", Paris, Éditions Michalon, col. "Le bien commun", 22 de novembro de 2007, 125 p.;
- Alexandre Niess e Maurice Vaïsse (dir.), "Léon Bourgeois: Du solidarisme à la Société des Nations", Langres, Dominique Guéniot, 20 de novembro de 2006, 151 p.;
- Benoît Yvert (dir.), "Premiers ministres et présidents du Conseil: Histoire et dictionnaire raisonné des chefs du gouvernement en France (1815-2007)", Paris, Perrin, 2007, 916 p.;
- Alexandre Niess, "Synthétiser une vision sociale au long cours Léon Bourgeis et ses discours", in: Études Marnaises, éd SACSAM, 2014, Tome CXXIX, p.271-286;
- "Léon Bourgeois", in: "le Dictionnaire des parlementaires français (1889-1940)", Jean Jolly (dir.), PUF, 1960.